# Giuseppe (patriarca)
Giuseppe (in ebraico יוֹסֵף‎?, Yohsèf, forma abbreviata di Yohsifyàh che significa "Yahvè aggiunga") è un patriarca ebraico presente nell'Antico Testamento.
Undicesimo figlio di Giacobbe e primo figlio di Rachele, fu il padre di Manasse e di Efraim dai quali discenderebbero le due omonime tribù ebraiche che fanno parte delle 12 tribù d'Israele.

## Personaggio biblico
La storia di Giuseppe occupa l'ultima parte del libro della Genesi, dal capitolo 37 al capitolo 50.

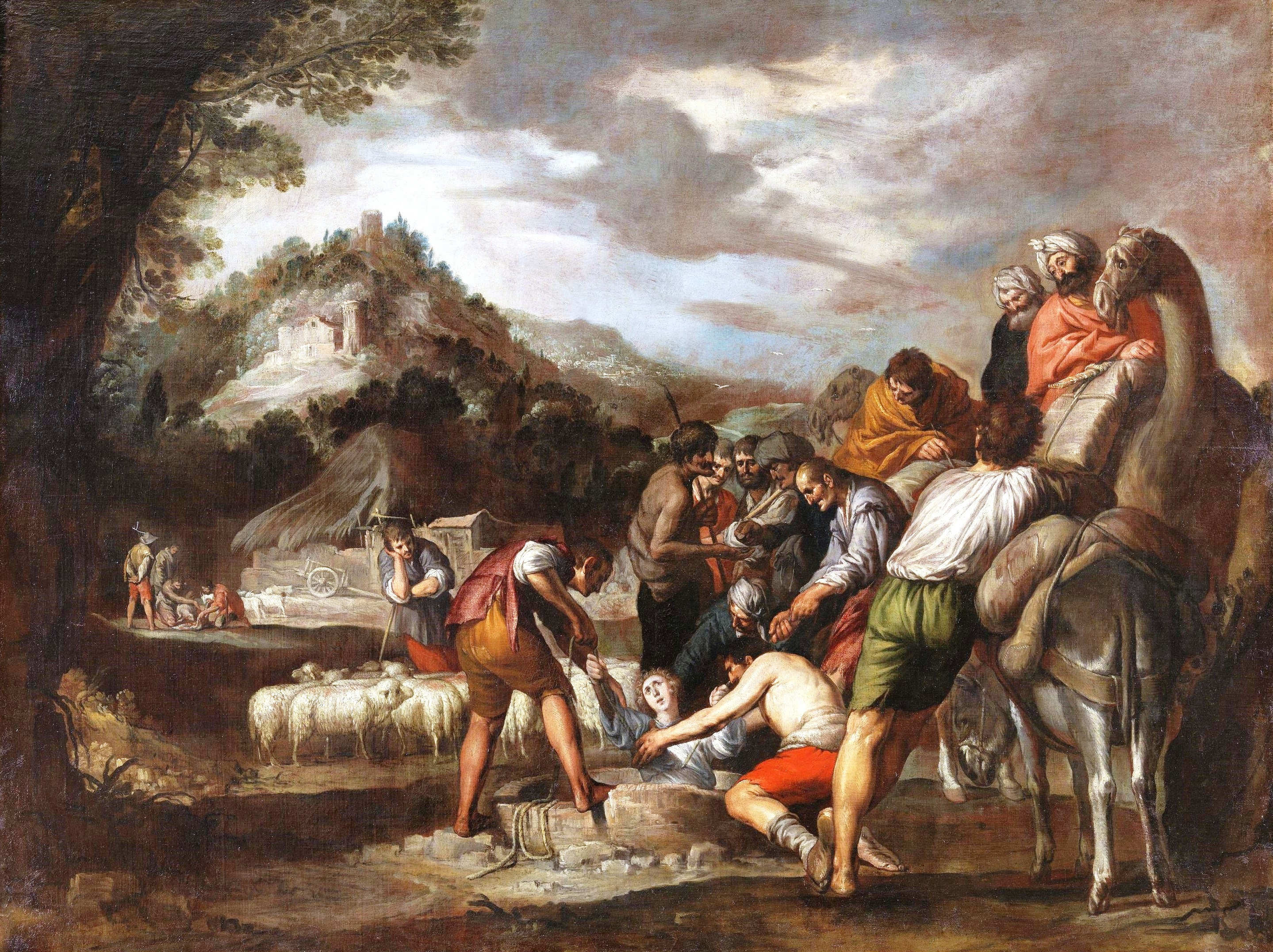
Giuseppe venduto dai fratelli. Opera di Antonio del Castillo (XVII secolo).

Giuseppe era il figlio prediletto di Giacobbe, che gli riserbò una vita lontano dal lavoro nei campi e dedita all'istruzione. Dio lo aveva dotato del dono di interpretare i sogni; uno di questi riguardava i suoi fratelli maggiori, i cui covoni si erano prostrati davanti al covone di grano di Giuseppe. 
I dieci fratelli maggiori - ad eccezione di Ruben che tenterà di salvarlo - gelosi di Giuseppe a causa della predilezione del padre, secondo Gen37,12-36; 39,1-2, decidono di gettarlo vivo in una cisterna vuota e di venderlo poi come schiavo a una carovana di Ismaeliti che, giunti in Egitto, a loro volta lo vendono a un egiziano (identificato in Potifarre da un'inserzione redazionale successiva); secondo un'altra tradizione, fusa negli stessi passi biblici, Giuseppe è invece tolto dalla cisterna da dei mercanti Madianiti che lo conducono in Egitto per poi venderlo a Potifarre, il capo delle guardie del Faraone. I fratelli fecero credere al padre e a Rachele che Giuseppe era stato ucciso dai lupi.
In Egitto, Giuseppe spicca nel suo servizio e acquista la fiducia di Potifarre, che gli affida il governo sulla sua casa. Accade però che la moglie di Potifarre s'innamora di Giuseppe e cerca invano di sedurlo, pronta a tradire il marito. Dinanzi al rifiuto perentorio di Giuseppe, la donna, per vendetta, non esita a denunciarlo ingiustamente presso il marito, e Giuseppe viene imprigionato. In prigione, interpreta i sogni del coppiere e del panettiere del Faraone, preannunciando al primo la liberazione e il ritorno alla corte e al secondo la condanna a morte.

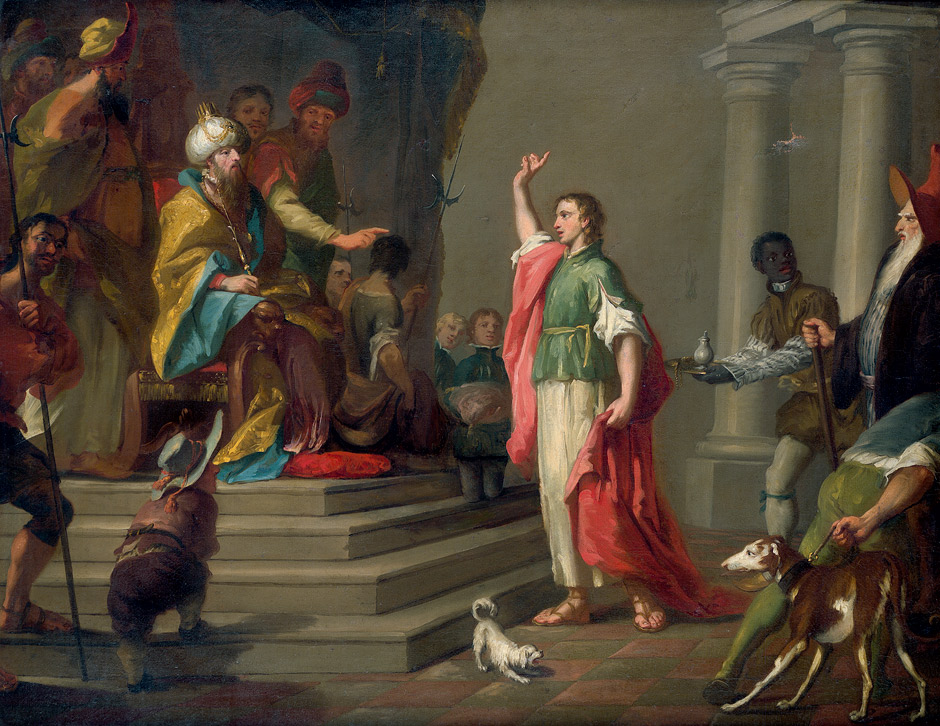
Giuseppe interpreta i sogni del Faraone, dipinto di scuola veneziana del '600

Dopo due anni, il Faraone - identificato erroneamente nel testo biblico come Ramses - essendo tormentato da un sogno ricorrente a cui nessuno dei suoi indovini riusciva a dare una spiegazione, su suggerimento del coppiere, fa liberare Giuseppe affinché dia la sua interpretazione. Il sogno riguardava sette mucche grasse divorate da sette mucche magre e sette spighe rigonfie di chicchi mangiate da sette spighe arse e rinsecchite. Interpretando il sogno con l'aiuto di Dio, Giuseppe predice al Faraone sette anni di grande abbondanza per l'Egitto, cui faranno seguito sette anni di carestia e suggerisce al Faraone di fare riserva di un quinto del grano durante il periodo dell'abbondanza, riponendolo in granai per poi poterlo utilizzare nel tempo della carestia.
Il Faraone, colpito dall'intelligenza e dall'abilità di Giuseppe, ripone in lui la sua fiducia e lo nomina vice-Re d'Egitto, secondo solo al Faraone, affinché realizzi quanto aveva suggerito. Secondo quindi il racconto biblico Giuseppe è elevato alla più alta carica in Egitto e riceve dallo stesso Faraone il nome di Safnat-Panèach («Dio dice: egli è vivente»), benché tale nome, così come quello della moglie Asenat («Appartenente alla dea Neit»), non è attestato in alcun documento egizio delle dinastie XX-XXI. Giuseppe sposa quindi Asenat, la figlia di Potifarre, dalla quale nascono i figli Efraim e Manasse.
Durante i sette anni di carestia, i fratelli di Giuseppe, che vivevano ancora a Canaan insieme al padre Giacobbe, per ordine di quest'ultimo si recano in Egitto per acquistare del grano e s'inginocchiano come servi davanti a lui, senza riconoscerlo. Giuseppe si fa raccontare dai fratelli chi siano e quale sia la loro storia. A questo punto, Giuseppe mette alla prova i fratelli: dopo averli accusati di essere spie, fa arrestare uno di essi e manda i restanti a prendere Beniamino, volendolo incontrare. La pena per l'eventuale mancato incontro sarebbe stato l'arresto definitivo del fratello e la mancata consegna del grano. Ritornati a Canaan, i fratelli riferiscono al padre quanto ordinato dal vice-re. Giacobbe, nel timore di perdere un altro figlio, si rifiuta di inviare Beniamino in Egitto ma, a causa della carestia opprimente, decide infine di mandarlo. Giuseppe quindi incontra Beniamino. Fa mettere di nascosto la sua coppa d'argento nel sacco di grano di Beniamino e fa nuovamente arrestare i fratelli. Giuda allora implora Giuseppe di risparmiarlo per non causare altro dolore al padre, offrendosi lui come schiavo al posto di Beniamino. A queste parole, Giuseppe scoppia in pianto, si fa riconoscere e decide di non vendicarsi del male ricevuto dai fratelli, perdonandoli.

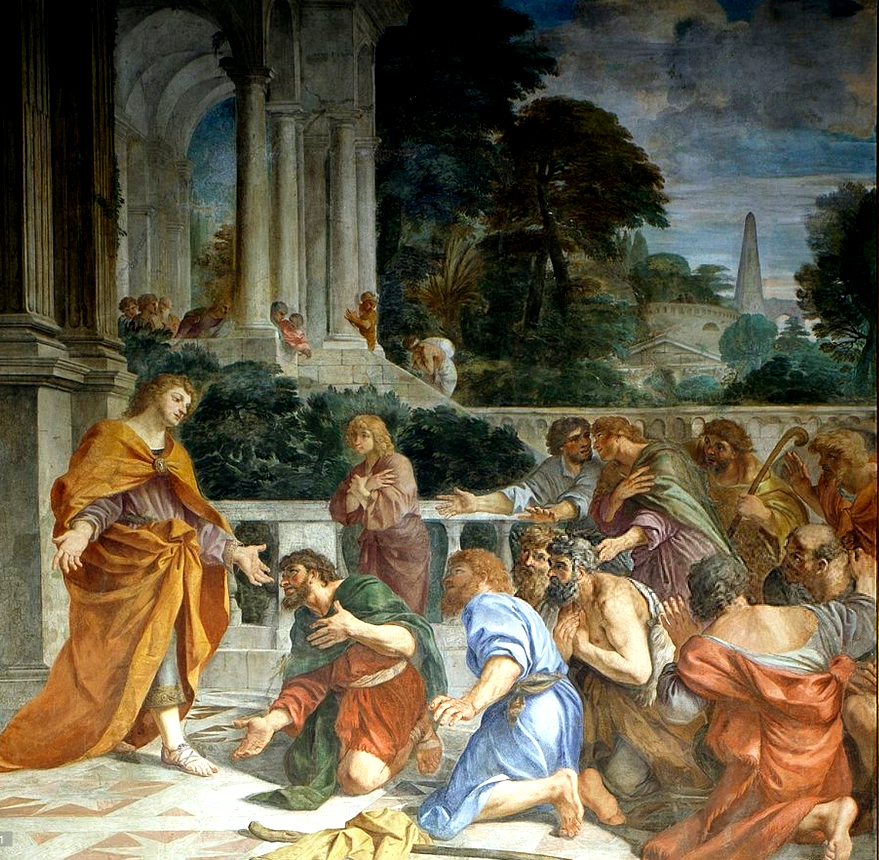
Giuseppe si fa riconoscere dai fratelli (1657) di Pier Francesco Mola, alla Galleria di Alessandro VII (Sala Gialla), del Palazzo del Quirinale, a Roma.

Essendo al secondo anno di carestia, Giuseppe invia allora i fratelli dal padre per riferirgli di essere vivo, di avere potere sull'Egitto e di stabilirsi insieme a tutta la tribù in Egitto. Giuseppe quindi si ricongiunge col padre e lo fa stabilire in Egitto sotto il benestare del Faraone, che dispone di allocare gli israeliti presso la terra di Gosen. La carestia intanto si è inasprita e gli israeliti chiedono a Giuseppe il pane; quest'ultimo glielo concede in cambio del loro bestiame e dei loro terreni affinché diventino di proprietà del Faraone. Trascorsi diciassette anni, Giacobbe muore dopo aver benedetto i suoi figli e i figli di Giuseppe, Efraim e Manasse, e fatto giurare a quest'ultimo di seppellirlo a Canaan insieme ai suoi padri. Giuseppe quindi ottiene dal Faraone il permesso di andare a seppellire il padre insieme a tutte le tribù, lasciando in Egitto i figli e il bestiame. Dopo la sepoltura, essi tornano in Egitto.
Giuseppe muore all'età di 110 anni. Prima di morire, predice agli Israeliti che Dio li avrebbe condotti nella terra promessa e gli fa giurare di portare le sue spoglie con sé e di seppellirle nella terra di Canaan. Ciò avverrà in seguito all'esodo, quando gli ebrei guidati da Mosè porteranno con sé anche le ossa del patriarca e le seppelliranno presso Sichem.

## Giuseppe nella Torah orale
La Torah orale narra:
- Giuseppe commise maldicenza contro i fratelli dicendo al padre Giacobbe che gli altri fratelli si cibavano di animali vivi (e non ritualmente per far diventare lecito il consumo delle loro carni): in quel caso essi mangiarono invece animali puri femmine con i piccoli ancora in grembo, macellati (cfr Shechitah) secondo l'uso corretto e non mangiati vivi (cfr 7 precetti Noachici), cosa assolutamente proibita secondo l'Halakhah (l'Halakhah per la Kasherut proibisce di cibarsi di sangue, anche degli animali permessi).
- Giuseppe veniva spesso protetto dai fratelli figli delle serve di Lia e Rachele, anch'essi figli di Giacobbe, ed invero con loro trascorreva molto tempo.
- Per il peccato di Ruben la primogenitura passò a Giuseppe.
- Quando i fratelli di Giuseppe lo imprigionarono nel pozzo vuoto d'acqua e colmo di serpenti e scorpioni, dai quali Dio lo protesse miracolosamente, viene citata una carovana di Ishmaeliti che passava in quel luogo: la tradizione ebraica spiega che non si trattava di Ishmaeliti ma probabilmente questa indicazione ne cela l'origine (cfr Avraham, Messia e Qeturah).
- La moglie di Giuseppe, Asenat, era figlia adottiva di Potifarre ed era di origine ebraiche anziché egiziane. Secondo questa tradizione rabbinica, Asenat apparteneva alla famiglia di Giacobbe essendo figlia di Dina, unica figlia di Giacobbe e Lia.
- I continui tentativi di sedurre Giuseppe da parte della moglie di Potifar non ebbero esito: Giuseppe, integro, non vi cadde infatti il seme venne miracolosamente emesso dalle unghie delle dita delle mani conficcate a terra. Anche per la propria integrità Giuseppe rappresenta la Sefirah Yessod.
- Quando in Egitto, ormai viceré, Giuseppe rivelò ai fratelli la propria identità disse loro che tutto quanto successo fu nei disegni divini: egli giunse in Egitto per far sì che poi anch'essi, insieme al padre Giacobbe, vi entrassero. Inoltre le ricchezze accumulate in Egitto grazie a Giuseppe sarebbero poi state donate ai figli d'Israele dalle donne egizie con la liberazione grazie a Mosè, descritta nel libro dell'Esodo, assieme al compenso per il loro duro lavoro nella Terra degli schiavi, l'antico Egitto.
- In Egitto i fratelli non riconobbero Giuseppe, dei quali invece constatò l'identità, in quanto non si aspettavano che anche nell'aspetto materiale egli riuscisse a mantenere la tradizione ebraica e così fu; essi avevano invece prediletto una vita a contatto col mondo spirituale che il ruolo di pastori permette di avere con maggiore facilità.
- In una parte del Pentateuco viene detto, a nome di Yossef, che egli traeva gli "auspici"[Nota 6], e questo a proposito della coppa d'argento trovata, pare, nel sacco di un fratello perché tornassero...
- Giuseppe, per farsi riconoscere dal padre Giacobbe nel loro incontro dopo gli anni di distanza, gli ricordò l'ultimo argomento di Torah sui carri di cui stavano dialogando.
- Giuseppe chiese che, dopo la sua morte, la sua salma venisse trasportata dall'Egitto[Nota 7] in Terra d'Israele con l'Esodo del popolo ebraico e così fu: lo stesso Mosè[Nota 8] si occupò di permettere che il sarcofago con la sua salma sorgesse miracolosamente dalle acque del Nilo in cui era stato depositato per proteggerlo.
- Si spiega che Yosef, Zaddiq, non poté sentire un odore sgradevole, per questo protetto da Dio miracolosamente.

### Benedizioni per Yosef e la sua discendenza
Per quanto concerne Giacobbe, importante il momento in cui Giuseppe porta i propri due figli a lui dinanzi per la Benedizione (cfr Vayechi)

## Tradizione coranica
Il Corano cita Giuseppe (Yūsuf) come un grande profeta. Il Corano riprende la genealogia della Genesi: figlio di Yaʿqūb (Giacobbe), nipote di Isḥāq (Isacco) e pronipote di Ibrāhīm (Abramo). La dodicesima sūra porta il suo nome e racconta la sua storia in una tradizione che differisce talvolta da quella della Genesi.
(Corano, sura 12)
La sūra, che è una delle più lunghe del Corano, continua raccontando come Giuseppe era arrivato in Egitto e come era diventato viceré dell'Egitto a motivo della sua saggezza ed intelligenza. Alla fine Giacobbe ritrova il figlio.
La storia di Giuseppe, che il Corano stesso definisce «la più bella delle storie», è contenuta in questa dodicesima Sura rivelata quasi interamente alla Mecca. Diversamente dagli altri profeti, le cui vicende sono accennate e riprese più volte nel Libro santo, alla storia di Giuseppe il Corano dedica un’intera sura, il cui svolgimento cronologico e narrativo è compiuto e non reiterato. Il Corano cita Giuseppe solo in altri due versetti: IV, 84 riferendosi della discendenza di Abramo e XL, 34 considerandolo un messaggero di Allah al popolo d’Egitto.
Giuseppe rappresenta un fulgido esempio delle virtù che la fede suscita nel credente: la purezza che desta l’invidia, la castità che suscita il disappunto, la lealtà che non viene riconosciuta, il coraggio di fronte all’ingiustizia, la sopportazione delle difficoltà e la coerenza personale (negli anni del carcere), l’intelligenza e l’equilibrio (nella gestione della sua liberazione e riabilitazione), la chiaroveggenza e l’accortezza (nella funzione pubblica), la grandezza d’animo e la misericordia (nei confronti dei fratelli), la pietà filiale.
Per quanto riguarda il rango di Giuseppe, allorquando fu chiesto all’Inviato di Allah: «Chi è stato il migliore degli uomini?», egli rispose: «Il migliore degli uomini è stato Giuseppe, figlio del Profeta di Allah [Giacobbe], nipote del Profeta di Allah [Isacco], pronipote dell’Amico di Allah [Abramo]» (lo ha trasmesso al Bukhâri).
L’esegesi afferma che la rivelazione della Sura fu occasionata dalle domande di alcuni meccani idolatri i quali, su istigazione dei rabbini, cercarono di mettere in difficoltà l’Inviato di Allah chiedendogli di spiegare perché Giacobbe e la sua famiglia si stabilirono in Egitto.

## Racconti apocrifi
Le vicende di Giuseppe sono oggetto di un'opera apocrifa dell'Antico Testamento dal titolo Libro di Giuseppe e Aseneth.

## Filmografia
- Giuseppe venduto dai fratelli (1962)
- Giuseppe (1995)
- Giuseppe - Il re dei sogni (2000)

### Riferimenti
1. ↑   Gen37,12-36; 39,1-2, su La Parola - La Sacra Bibbia in italiano in Internet.
2. ↑   Gen47,11-12, su laparola.net..
3. ↑   Gen41,41-57, su laparola.net..